# Anadelosemia base
Anadelosemia base är en fjärilsart som beskrevs av Dyar 1919. Anadelosemia base ingår i släktet Anadelosemia och familjen mott. Inga underarter finns listade i Catalogue of Life.